# کاستل دل جیودیچه
کاستل دل جیودیچه (به ایتالیایی: Castel del Giudice) یک کومونه در ایتالیا است که در استان ایسرنیا واقع شده‌است.

## خصوصیات
کاستل دل جیودیچه ۱۴٫۷ کیلومترمربع مساحت و ۳۵۵ نفر جمعیت دارد.